# Skiffle Kontra
Česká folková skupina Skiffle Kontra, známá také pod názvem Český skiffle a od roku 1979 též pod názvem Žáci, bylo hudební uskupení bratrů Jiřího a Petra Traxlerových. Skupina se věnovala zejména stylizovanému folku či historickému folklóru.

## Historie
Na české hudební scéně působila patrně již od roku 1961, kdy vystupovala pod názvem Čtyřlístek. Od roku 1965 vystupovala jako Skiffle Kontra, později Skiffle Contra, Český skiffle, Žáci, a nakonec Traxleři. Skupina hrála původně ve složení: Jiří Traxler, Petr Traxler, Heda Hošková a basista Petr Kozel. Její hlavní náplní byly zejména autorské parafráze na žákovskou, trubadúrskou, kramářskou píseň či na italskou renesanční hudbu, popřípadě též zhudebněná poezie. Skupina nejprve vystupovala v dnes již zrušeném divadle Rampa v Praze 4, později pro pražskou poetickou kavárnu Viola připravila řadu programů, např. Písně lidu pražského aneb román služky (1966), Máchův máj (1966), České písně vlastenecké (premiéra ve Viole 1968, LP deska 1970), Kytice z pověstí národních (na námět Erbenovy Kytice) a další. V 70. letech Traxleři pravidelně vystupovali v pořadech ostravského televizního studia, mj. Malé hity velkých textařů, kde uváděli zhudebněné verše klasiků české poezie. Představení Máchův máj se stalo událostí sezóny 1968, v pražské Viole tehdy inscenaci zhlédl i Josef Škvorecký, a označil ji pak v anketě za "svůj největší kulturní zážitek roku 1968". Skupina se objevila i v několika větších televizních pořadech s historickým námětem (a to včetně několika pohádkových příběhů).
Skupina čtrnáct let velmi úzce spolupracovala s Miroslavem Horníčkem. Vznikly inscenace Na vaše zdraví, pane Seifert, Dobře utajené housle, Listy z Provence a Hovory o smíchu. Přímo pro Traxlery napsal M. Horníček v roce 1971 scénář hry Kantor Barnabáš a žáci darebáci (premiéru v Novém divadle v Olomouci-Hodolanech inicioval Pavel Dostál, tehdejší olomoucký dramaturg). Toto představení slavilo velké úspěchy po celá sedmdesátá léta 20. století, v roce 1974 byla pořízena úprava pro vydání většiny písní na gramofonové desce, s Horníčkovým spojujícím textem. Zhudebněné texty středověké vagantské poezie provázel Horníčkův vtipný a laskavě úsměvný komentář. Autory hudby byli oba bratři Traxlerové.
S Miroslavem Horníčkem odehráli Traxleři více než 1 200 představení v mnoha divadlech po Čechách, Moravě i na Slovensku. V Praze vystupovali snad na všech tehdejších divadelních scénách, nejčastěji v Divadle ABC, Rokoko, v Komorním divadle, v Divadle na Fidlovačce a samozřejmě ve Viole. Skiffle Kontra šířili slávu českého historizujícího folku (Písně žáků darebáků – Carmina scholarium vagorum a další jimi zpracované historické, středověké materiály) – i v cizině. Od roku 1987 sklízeli úspěchy v Německu, především na známém bavorském festivalu "Kaltenberger Ritterturnier", koncertovali i ve Francii – 1992 Nantes, natáčeli pro Stuttgartský rozhlas i pro televizi v Kolíně nad Rýnem. Zpívali nejen česky, ale také latinsky a německy. Podle evidence, kterou si vedl Petr Traxler, měla kapela Traxleři na svém kontě na 7 000 odehraných živých vystoupení.

## Personální složení
- Jiří Traxler – kytara, zpěv, umělecký vedoucí
- Petr Traxler – mandolína, zpěv
- Heda Hošková – zpěv

## Bývalý člen
- Petr Kozel – kontrabas

## Diskografie
- LP Skiffle Kontra 1968
- LP České písně vlastenecké 1970
- LP Dobře utajené housle (s Miroslavem Horničkem) 1972
- LP Kantor Barnabáš a žáci darebáci (s Miroslavem Horničkem) 1973
- LP Listy z Provence (s Miroslavem Horničkem) 1974
- EP Spinkej 1985
- LP Máj (zhudebněný text básně Máj od Karla Hynka Máchy) 1987

- CD O třech rytířích a lněné kytli 2000
- CD Traxleři – Písně krátké a dlouhé 2002